# По средата
„По средата“ (на английски: The Middle) е американски ситком, който започва излъчване по ABC на 30 септември 2009 г. Сериалът е номиниран през 2012 г. за наградата Еми.
На 25 януари 2017 г. е обявен девети сезон, чиито снимки ще започнат на 15 август. На 2 август е обявено, че това ще е последният сезон.

## Сюжет
Внимание:  Текстът по-долу разкрива сюжета на произведението (или части от него)!
В сериала се разказва за живота на едно средностатистическо петчленно американско семейство, живеещо в Средния Запад, в щата Индиана. Във всеки един епизод семейството се бори с различни трудности, най-често породени от децата. Всеки един семеен член има своите особености, наред с поведение, начин на живот, емоционален живот, които му пречат и рядко помагат. За разлика от Аксел, Сю и Брик са трудно приети от общността в училище. Ежедневието в къщата е динамично, като причината затова е нехайството към задълженията. Франсис и Майк са принудени да работят на повече от 1 работа, за да могат да се справят с проблемите си.

## Герои
- Франсис „Франки“ Хек (Патриша Хийтън) – дъщеря, съпруга и майка. Често се налага да подсеща децата си да ходят на училище и да си свършат задълженията. Уморена и изтощена, тя дава всичко от себе си да отгледа трите си деца. Работи в малка компания за превозни средства. Не обича да готви, но обича да пазарува, въпреки леко затрудненото си финансово положение. Харесва вниманието от децата си. Озвучава се от Христина Ибришимова.
- Майкъл „Майк“ Хек (Нийл Флин) – обичан баща и съпруг. Фен е на футбола. Възпитава децата си, като им дава уроци със спорт. Опитва се да ги научи да комуникират и ги утешава при провал. Озвучава се от Стефан Димитриев.
- Аксел Редфорд Хек (Чарли Макдърмът) – най-голямото дете в къщата. Завит в черупката на тийнейджър, той е добро момче, според майка си. Обича да сменя момичетата и има странни приятели. Озвучава се от Димитър Иванчев.
- Сю Хек (Идън Шер) – най-големият аутсайдер в училището си. Тя е търпелива, добра и всяко нещо, независимо добро или лошо, го приема за успех. Озвучава се от Десислава Знаменова (1 – 5 сезон) и Вилма Карталска (6 сезон – ).
- Брик Хек (Атикъс Шейфър) – най-малкият в къщата. Обича да чете и прекарва почти цялото си време в това. Озвучава се от Ася Братанова.

## „По средата“ в България
В България сериалът започва излъчване на 28 ноември 2012 г. по bTV, всеки делник от 23:30. Първи сезон завършва на 7 януари 2013 г. На 8 януари 2013 г. започва втори сезон със същото разписание и приключва на 8 февруари. На 21 юни 2013 г. започва трети сезон, всеки делник от 23:30., като двадесет и трети епизоди от сезона е излъчен по изключение от 01:20, поради извънредното отразяване на протестите срещу кабинета „Орешарски“. Трети сезон завършва на 24 юли.
Повторения на сериала се излъчват по bTV Comedy. На 26 ноември 2014 г. започва премиерно четвърти сезон, всеки делник от 18:00. На 12 декември 2015 г. започва премиерно пети сезон, всяка събота и неделя от 19:30. По-късно е излъчен шести сезон. На 8 август 2017 г. започва седми сезон, всеки делник от 19:00 по два епизода. На 31 юли 2018 г. започва осми сезон, всеки делник от 20:00 по два епизода. На 24 октомври 2019 г. започва премиерно девети сезон от 18:30, а разписанието му е всеки делник от 18:00 по два епизода. Последният епизод е излъчен на 11 ноември.
Ролите се озвучават от артистите Христина Ибришимова, Десислава Знаменова от първи до пети сезон, Вилма Карталска от шести до края, Ася Братанова, Димитър Иванчев и Стефан Димитриев.
Излъчва се и по HBO Comedy със субтитри на български, а заглавието е преведено като „Средностатистическо семейство“.